# Eo biển Lillebælt

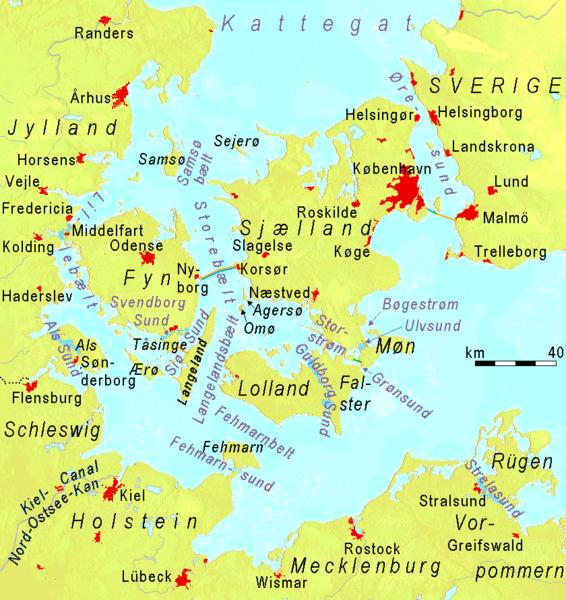
Bản đồ Eo biển Lillebælt

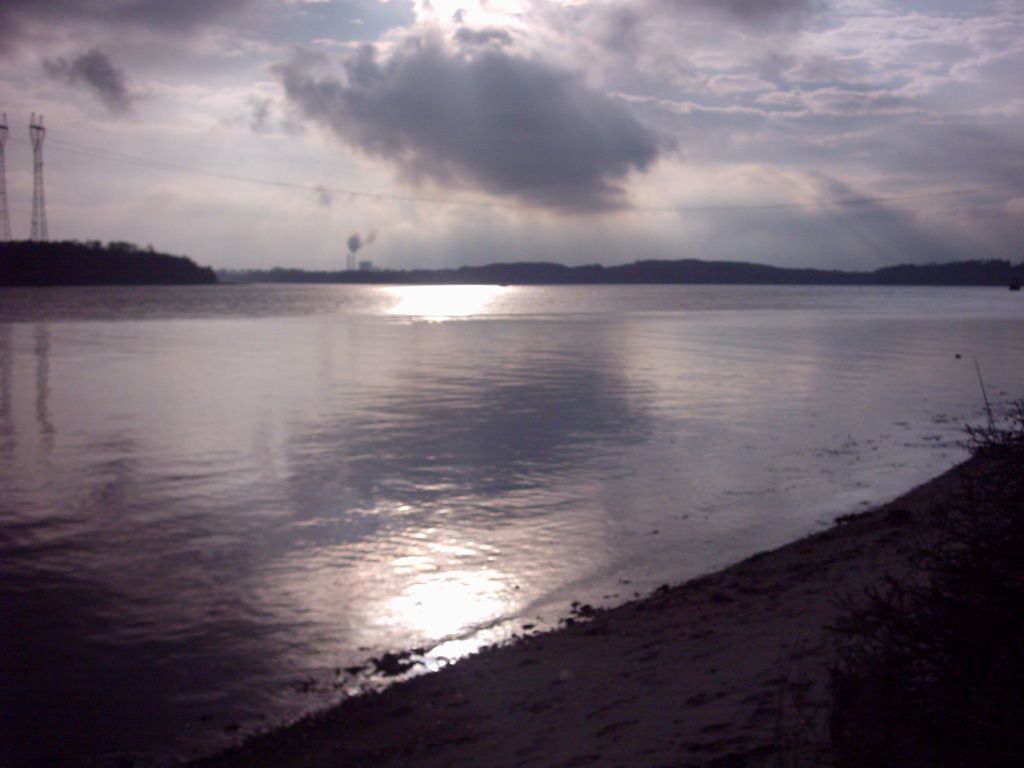
Hình Eo biển Lillebælt

Eo biển Lillebælt (Eo biển nhỏ; tiếng Đan Mạch: Lillebælt) là eo biển nhỏ nhất trong 3 eo biển của Đan Mạch. Eo biển Lillebælt nằm giữa bán đảo Jutland và đảo Fyn, có chiều dài khoảng 50 km, rộng từ 800 m tới 28 km, chỗ sâu nhất khoảng 75 m (sâu hơn Eo biển Storebælt và Eo biển Oresund). Chỗ hẹp nhất ở Middelfart, chỉ có 800 m. Eo biển Lillebælt nối liền biển Baltic với vùng biển Kattegat/Bắc Hải. Khoảng 10% lượng nước luân chuyển giữa biển Baltic và Kattegat thông qua eo biển này.

## Giao thông
Trước kia, việc giao thông qua eo biển Lillebælt do các tàu phà đảm nhiệm. Từ năm 1929 - 1935 đã xây một cầu dài 1.178 m, rộng 20,5 m cho cả xe lửa và xe hơi (gọi là cầu Lillebælt cũ). Từ năm 1965 - 1970 đã xây thêm một cầu treo hiện đại với 6 lằn xe giao thông, rộng 33,3 m.

## Lịch sử
Ngày 30 tháng 1 năm 1658 vua Thụy Điển Karl X Gustav cùng 9.000 kỵ binh và 3.000 lính bộ binh đã đi bộ từ bán đảo Jutland qua eo biển Lillebælt bị đóng băng, sang cướp phá đảo Fyn, sau đó đi bộ tiếp qua eo biển Langeland (rộng 12 km, cũng bị đóng băng) sang đảo Zealand uy hiếp Copenhagen khiến vua Frederik III của Đan Mạch phải ký Hòa ước Roskilde, nhượng vùng Scania (Skåne), Halland, Blekinge cho Thụy Điển (nay thuộc nam Thụy Điển).

## Các đảo nhỏ nằm trong Eo biển Lillebælt
- Fænø
- Brandsø
- Bågø
- Årø
- Torø
- Helnæs
- Barsø
- Als
- Lyø
- Erø